# Eumops trumbulli
Espèce
Statut de conservation UICN

 LC  : Préoccupation mineure
Répartition géographique
Synonymes
- Promops trumbulli Thomas, 1901[1]

Eumops trumbulli est une espèce sud-américaine de chauves-souris de la famille des Molossidae.

## Description
Eumops trumbulli a une longueur de la tête et du corps entre 90 à 130 mm, une longueur d'avant-bras comprise entre 67,4 et 75 mm, une longueur de queue comprise entre 45 et 56 mm et une longueur de pied de 14 mm. Les oreilles mesurent de 30 à 47 mm.
L'espèce est légèrement plus petite qu’Eumops perotis. Le poids est supposé être le même pour les deux espèces.
Les parties dorsales varient du brun olive au brun jaunâtre, le museau et le menton sont brun noirâtre, tandis que les parties ventrales sont brun blanchâtre. La tête est large et aplatie, les lèvres sont lisses. Les oreilles sont larges, triangulaires et jointes à la base antérieure. Le tragus est petit, large et carré, tandis que l'antitragus est grand et semi-circulaire. Les ailes sont attachées à l'arrière des chevilles. La queue est longue, trapue et s'étend environ à mi-chemin au-delà de la membrane interfémorale.

## Répartition
Eumops trumbulli est présente dans l'est de la Colombie, le Venezuela, le Guyana, le Suriname, la Guyane, les États brésiliens d'Amazonas, d'Amapá et de Pará, le nord-est du Pérou et le nord de la Bolivie.
Elle vit dans les forêts à feuilles persistantes dans les basses terres et dans les zones vallonnées entre 100 et 300 mètres d'altitude.

## Comportement

### Habitation
Eumops trumbulli vit pendant la journée en petits groupes dans les trous d'arbres, dans les anfractuosités des rochers, dans les maisonnettes, sous les toits des immeubles ou dans les feuillages.

### Alimentation
Elle chasse les coléoptères et autres grands insectes en utilisant des appels d'écholocation qui peuvent être entendus par les humains.

### Reproduction
Avant la naissance des jeunes, les femelles forment leurs propres colonies séparées des mâles. Chaque année une portée naît avec un petit. Des femelles gestantes et des femelles avec des glandes mammaires actives furent trouvées en août et novembre.

### Vol
Eumops trumbulli vole souvent haut au-dessus du sol et est rarement pris dans les filets.

## Systématique
Le nom valide complet (avec auteur) de ce taxon est Eumops trumbulli (Thomas, 1901).
L'espèce a été initialement classée dans le genre Promops sous le protonyme Promops trumbulli Thomas, 1901,.
Eumops trumbulli a pour synonyme :
- Promops trumbulli Thomas, 1901

## Étymologie
Son épithète spécifique, trumbulli, lui a été donnée en l'honneur de J. Trumbull qui a présenté à Oldfield Thomas le spécimen collecté le 7 juin 1898. 

## Publication originale
- (en) Oldfield Thomas, « A new Free-tail Bat from the Lower Amazons », Annals and Magazine of Natural History, Londres, Taylor & Francis, vol. 7, no 38,‎ février 1901, p. 190–191 (ISSN 0374-5481, OCLC 1481361, DOI 10.1080/00222930108678455, lire en ligne).